# 鑫茂大厦

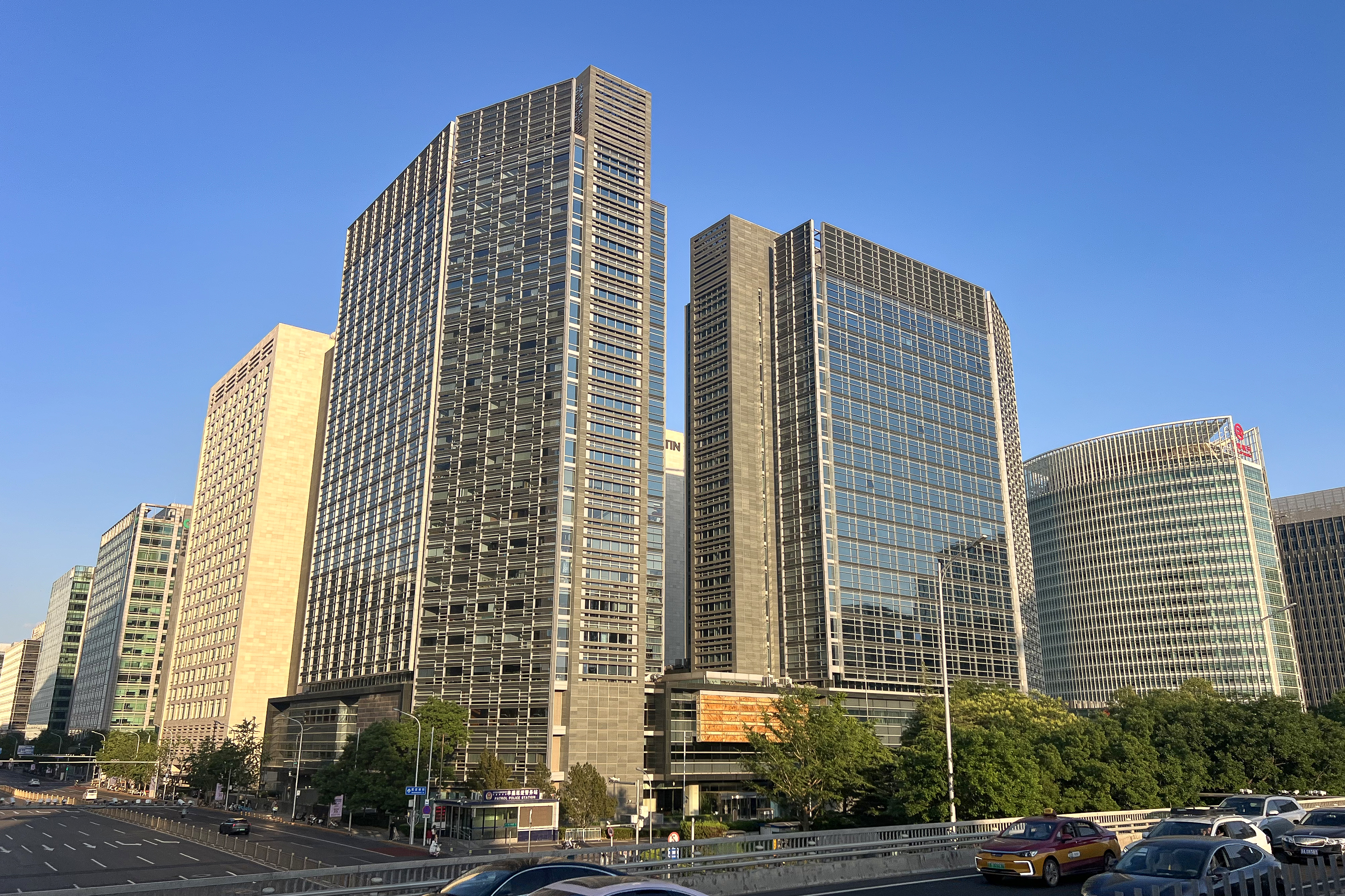
鑫茂大厦（2025年5月摄）

鑫茂大厦，位于北京市西城区金融大街15号、甲15号，是北京金融街中的高层写字楼，是国家金融监督管理总局（原中国银行保险监督管理委员会）的办公地点。

## 简介

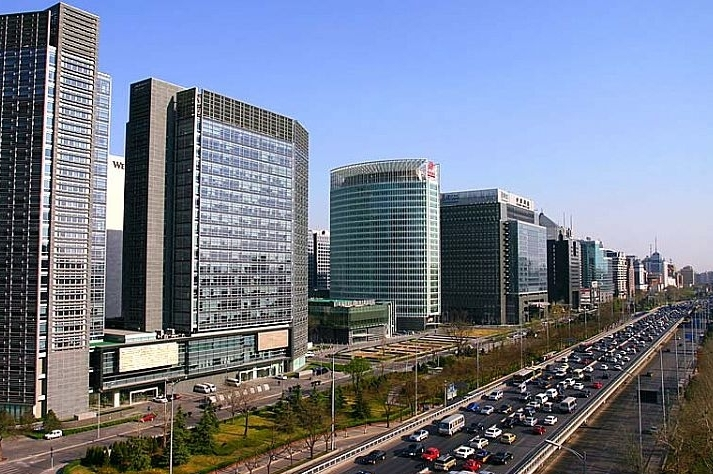
从西二环向东南望北京金融街。最左边的是鑫茂大厦北楼和南楼。向右依次为北京银行大厦、中国联通大厦、中国建设银行大厦

鑫茂大厦项目是北京金融街B1地块的二期房产项目，是金融街控股2004年A股增发募集资金的投资项目之一，分为南楼和北楼。鑫茂大厦由中建二局三公司承建，获得2006年鲁班奖，并获2008年国家级工法。
2005年，中国银行业监督管理委员会（中国银监会）出资8.78亿元，从金融街控股手中购买了鑫茂大厦南楼（当时称西楼），合同约定金融街控股应在2006年3月31日前将完成消防验收并达到精装修标准的房产交付中国银监会使用。2006年7月28日，中国银监会发布迁址公告称，定于2006年7月28日至8月4日从北京市东城区工人体育场西路1号和西城区成方街甲33号院两地迁入北京市西城区金融大街甲15号鑫茂大厦。
2005年，中国保险监督管理委员会（中国保监会）决定迁入鑫茂大厦北楼办公。此外，2005年5月30日，中国保险监督管理委员会北京监管局迁入金融大街15号鑫茂大厦北楼10层的新址办公。2018年中国银监会、中国保监会合并为中国银行保险监督管理委员会，2023年改为国家金融监督管理总局。